# Adil Rami
Adil Rami (arabiska: عادل رامي), född 27 december 1985 i Bastia i Frankrike, är en fransk fotbollsspelare (mittback). Han har tidigare representerat det franska landslaget. Han har marockanskt ursprung.

## Klubbkarriär
Rami började sin fotbollskarriär i amatörklubben Étoile Fréjus Saint-Raphaël. År 2006 värvades han av Ligue 1-klubben Lille OSC. I januari 2011 skrev Rami på ett fyraårskontrakt med den spanska klubben Valencia CF. Han lånades dock under 2011 tillbaks till Lille, där han vann dubbeln.
I oktober 2013 blev Valencia och Milan överens om att låna Rami till Milan samt att låta honom träna med laget tills hans flytt blivit officiell. Den 6 januari 2014 spelade Rami sin debut för Milan i en match mot Atalanta, som slutade med en 3-0-seger.
Ramis debut i Sevilla var mot Barcelona i den europeiska supercupen den 11 augusti 2015. Sevilla förlorade matchen med 5–4 och Rami blev syndabock då han i sista minuten av förlängningen missade ett öppet mål.
Den 27 augusti 2019 värvades Rami av turkiska Fenerbahçe, där han skrev på ett ettårskontrakt med option på ytterligare ett år. Den 4 september 2020 värvades Rami av portugisiska Boavista, där han skrev på ett tvåårskontrakt. I juli 2021 lämnade Rami klubben.
Den 24 augusti 2021 skrev Rami på ett ettårskontrakt med Ligue 1-klubben Troyes. I juli 2022 förlängde han sitt kontrakt med ett år. Efter säsongen 2022/2023 då Troyes blev nedflyttade till Ligue 2 så lämnade Rami klubben.

## Landslagskarriär
Rami gjorde sin landslagsdebut den 11 augusti 2010 i en vänskapsmatch mot Norge.
Han vann VM-guld med Frankrike i VM 2018.